# Matthew Wearn
Matthew Wearn OA (Perth, 30 de setembre de 1995) és un regatista australià. Va guanyar l'or als Jocs Olímpics d'estiu de 2020 i als Jocs Olímpics d'estiu de 2024 a la classe làser masculina.

## Carrera esportiva

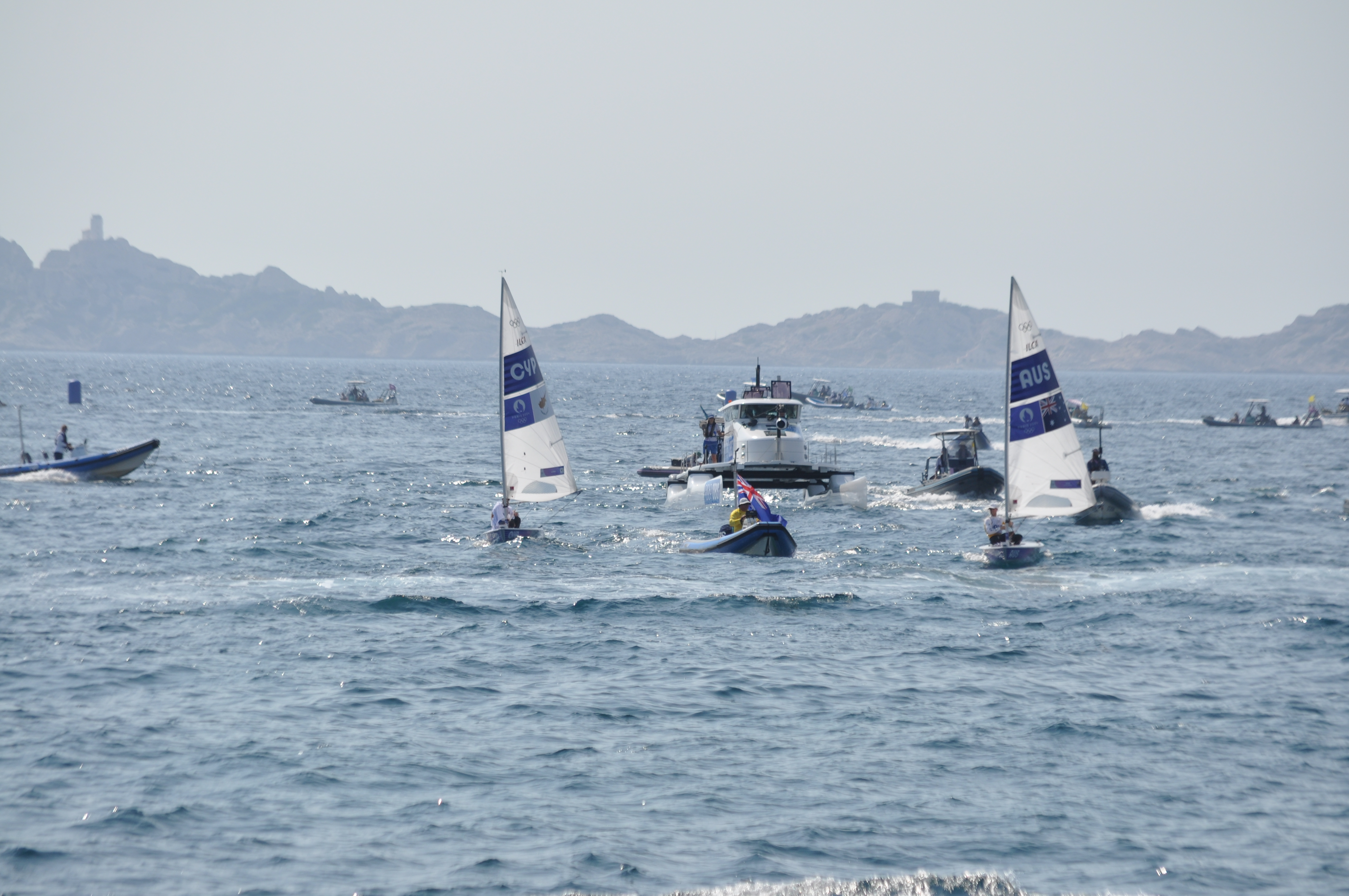
Navegant als Jocs Olímpics de 2024 en ILCA 7.

Wearn va guanyar medalles de plata als Campionats del Món de làser el 2018, 2019 i 2020. Es va classificar per representar Austràlia en la competició de vela dels Jocs de Tòquio 2020, celebrats el 2021, on va guanyar la medalla d'or de laser.
El Dia d'Austràlia de 2022 va rebre l'Orde d'Austràlia. L'any 2023, va ser guardonat com a atleta masculí de l'any als AIS Sport Performance Awards. L'agost de 2024, va tornar a guanyar l'or de la categoria laser a París 2024.

## Vida personal
Wearn navega des que tenia cinc anys. Es va inspirar en les campiones olímpiques de Pequín Elise Rechichi i Tessa Parkinson que havien anat al seu club de vela local de Perth per mostrar als joves regatistes les medalles d'or que havien guanyat a la classe 470. Quan tenia 15 anys, Matthew va ser convidat a entrenar amb l'equip sub-15 d'Austràlia Occidental de futbol australià, però a causa dels compromisos de navegació, va haver de rebutjar aquesta oportunitat.
El 2023, es va casar amb la regatista belga Emma Plasschaert.